# Фредрикстадский собор
Фредрикстадский собор (норв. Fredrikstad Domkirke) — лютеранская церковь в западной части города Фредрикстад, Норвегия. Церковь получила статус собора в 1969 году, когда был создан диоцез Борга Церкви Норвегии. Собор вмещает 1100 человек.
Кирпичная неоготическая приходская церковь была построена по проекту архитектора Фердинанда Вальдемара Люра в 1879—1880 годах. Сооружение в форме Латинского креста имеет единственную башню высотой 72 метра на западном конце, которая является частью главного фасада. Церковь была освящена 13 октября 1880 года, и была известна как «Западная церковь Фредрикстада».
Хоры собора украшают витражи Эмануэля Вигеланда (1916—1917 гг.), картина Вильгельма Петерса (1897 г.) и алтарная картина Вальдемара С. Дала, изображающая четырёх Евангелистов, Моисея, Аарона и двух ангелов. В церкви в 1950—1954 годах проводилась реконструкция под руководством архитектора Арнштейна Арнеберга. К этому времени относятся кафедра проповедника и купель, вырезанные Антоном Ровиком, чьи работы также представлены в Хамарском соборе. Орган Rieger Orgelbau 1878 года был заменён на орган Marcussen & Søn в 1964 году. В 2002 году был приобретён ещё один орган для хоров.